# Chuck Jones
Charles Martin Jones, född 21 september 1912 i Spokane, Washington, död 22 februari 2002 i Corona del Mar, Kalifornien, var en amerikansk animatör, manusförfattare och animationsregissör.
Jones är mest känd för att ha regisserat flera filmer i kortfilmsserierna Looney Tunes och Merrie Melodies producerade av Warner Bros. Han regisserade flera filmer med figurer som Snurre Sprätt, Daffy Anka, Helmer Mudd, Mars-Marvin, Pepe Le Skunk, Gråben och Hjulben och Ralph Wolf och Sam Fårhund, och han utvecklade personligheterna hos figurerna, vissa av dem även debuterade i hans filmer.

## Biografi
Efter en utbildning på Chouinard Art Institute, började han 1931 att arbeta på Ub Iwerks animationsstudio, där han steg uppåt i jobbgraderna. 1935 började han arbeta på Warner Bros. först som assisterande animatör, senare som animatör, i kortfilmer regisserade av Tex Avery. 1938 började han regissera sina egna kortfilmer, vilket han skulle göra i flera år framöver.
Efter att det uppkom att han hade arbetat på långfilmen Gay Purr-ee åt ett annat filmbolag avskedades han, eftersom hans kontrakt sade att han endast skulle arbeta med Warner Bros. Efter detta arbetade han istället för MGM där han regisserade flera kortfilmer med Tom och Jerry, och de följande åren skulle han arbeta med flera TV-specialer och långfilmer. Senare kom han även att regissera kortfilmer för Warner Bros. igen.
Han arbetade även som serieskapare och gjorde dagspresserien Crawford som publicerades från 1977 till 1978.

## Priser och eftermäle
Flera av hans kortfilmer har blivit nominerade till eller vunnit Oscar för bästa animerade kortfilm och Jones själv fick en Heders-Oscar 1995. Dessutom har flera av hans kortfilmer kommit med i boken The 50 Greatest Cartoons. Hans liv och verk har även varit föremål för flera dokumentärfilmer.
Chuck Jones har även fått en stjärna på Hollywoods Walk of Fame, och asteroiden 11356 Chuckjones är uppkallad efter honom.

## Filmografi i urval
Kortfilmer
- Kissekatt som nattvakt (1938)
- Prest-O Change-O (1939)
- Porky's Cafe (1942)
- The Dover Boys (1942)
- My Favorite Duck (1942)
- Hell-Bent for Election (1944)
- So Much for So Little (1949)
- Mouse Wreckers (1949)
- Long-Haired Hare (1949)
- Rabbit Hood (1949)
- Rabbit Fire (1951)
- Water, Water Every Hare (1952)
- Duck Amuck (1953)
- One Froggy Evening (1955)
- High Note (1960)
- The Abominable Snow Rabbit (1961)
- Beep Prepared (1961)
- Nelly's Folly (1961)
- Now Hear This (1963)
- Transylvania 6-5000 (1963)
- Chariots of Fur (1994)

Långfilmer
- Gay Purr-ee (1962) (manus)
- The Phantom Tollbooth (1970)
- Gremlins (1984) (skådespelare)
- 24-timmarsjakten (1987) (skådespelare)
- Gremlins 2 (1990)
- TV-terror (1992)
- Välkommen Mrs. Doubtfire (1993)

TV-specialer
- När Grunken knyckte julen (1966)
- The Pogo Special Birthday Special (1969)
- Rikki-Tikki-Tavi (1975)
- Bugs Bunny's Bustin' Out All Over (1980)